# یوسف‌کندی (شاهین‌دژ)
یوسف‌کندی (شاهین‌دژ)، روستایی از توابع بخش کشاورز شهرستان شاهین‌دژ در استان آذربایجان غربی ایران است.زبان مردم تورکی آذربایجانی مذهب شیعه..بیشتر مردم به شغل کشاورزی مشغول هستند 
سالهای ۱۳۵۰ تا ۱۳۸۵ در قالب یک روستایی بزرگ شناخته میشد.رفته، رفته بنا بر مهاجرت مردم و جوانان از روستا 
جمعیت کم شد
عمده کشاورزی روستا باغ های سیب و باغ انگور و کشت زارهای گندم هست
سیب روستا به دلیل کیفیت بالا از شهرت خاصی در استان و شهرستان برخودار هست
بنا بر سود خوب کشاورزان گاه ،گاهی هم سیر هم می‌کارند
منظقه قالایچی روستا که به دوران هزاره قبل میلاد و امپراطوری مانایی ها برمیگرد به دلیل درا بودن زیر خاکی های فراوان و مورد هجوم افراد سود جود و خائن به کشور و منطقه قرار گرفت از جمله آثار کشف شده شمیر و سپر طلا و با توپانچه نقره‌ای هست که در موزه کاخ توپکاپی (Topkapi Palace Museum)
تورکیه نگه داری می‌شود
نگارنده پرویز حبیب زاده

## جمعیت
این روستا در دهستان کشاورز قرار دارد و براساس سرشماری مرکز آمار ایران در سال ۱۳۸۵، جمعیت آن ۳۸۱ نفر (۷۹ خانوار) بوده‌است.